# Wan Rizal Wan Zakariah

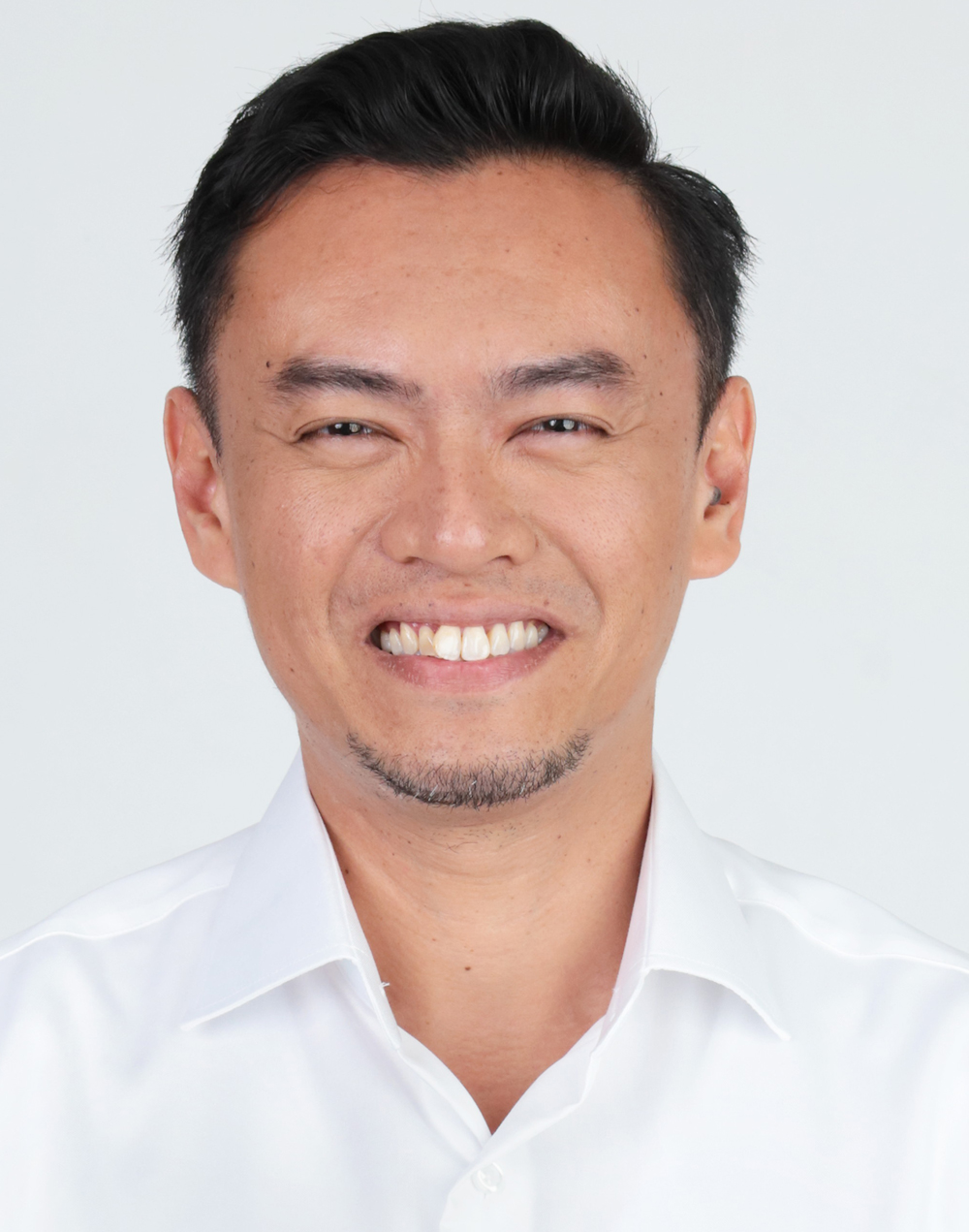
Wan Rizal Wan Zakariah

Wan Rizal Wan Zakariah (* 1978) ist ein singapurischer Politiker (People’s Action Party), der seit dem 10. Juli 2020 dem Singapurischen Parlament angehört.

## Ausbildung, Beruf und Familie
An der Sekundarschule durchlief Wan Rizal den Kursstrang Normal (Academic). 1999 erlangte er das Diplom in Elektronik an der Temasek Polytechnic in Singapur. Anschließend diente er bis 2003 als Senior Officer (Lieutenant) in der Singapore Civil Defence Force. Nachdem er 2005 am National Institute of Education das Sport-Diplom erworben hatte, war er zwei Jahre als Sportlehrer an der Ngee Ann Primary School tätig. Im Alter von 31 Jahren schloss er 2009 sein Studium an der Nanyang Technological University mit einem Bachelor in Sport ab. Anschließend unterrichtete er drei Jahre als Sportlehrer an der Hougang Primary School. Als er mit seinem Masterstudium begann, gab er aufgrund der doppelten Belastung diesen Beruf auf. Seit 2016 lehrt er als Senior Lecturer an der School of Sports, Health and Leisure der Republic Polytechnic. 2017 promovierte er an der Nanyang Technological University in Sportwissenschaft zum Doktor der Philosophie (PhD).
Wan Rizal ist verheiratet und hat vier Kinder.

## Politische Karriere
Wan Rizal wurde 2018 Mitglied der People’s Action Party, nachdem er dem damaligen Abgeordneten Zainal Sapari 2017 bei dessen Meet-the-People-Sitzungen ein Jahr lang geholfen hatte. Er trat bei den Parlamentswahlen 2020 im Wahlkreis Jalan Besar GRC (Division Kolam Ayer) an, um Yaacob Ibrahim zu ersetzen. Zu seinem Wahlkreisteam gehörten außerdem die Abgeordneten Denise Phua, Josephine Teo und Heng Chee How.